# 서도입창
서도입창(西道立唱)은 평안도, 황해도 등의 서도지방에서 불리는 입창이다. 놀량, 앞산타령, 뒷산타령, 경사거리(경발림)로 구성되어 있다. 앞산타령을 사거리, 뒷산타령을 중거리라고도 한다. 경기도 입창에서 파생된 것이다. 세마치, 도드리, 자진타령 등을 섞어 치는 변박자가 많다.

## 서도놀량
서도놀량(西道 － )은 서도입창 중 가장 첫 번째로 부르는 노래이다. 경기놀량과 마찬가지로 통절형식으로 되어 있다. 서도놀량은 경기놀량의 중간 부분에서 시작하며, 경기놀량에 비하여 리듬이나 한배가 퍽 세련되어 있다. 장단은 세마치, 도드리, 자진타령 등을 섞어서 친다. 원래 경기놀량을 서도 사람들이 배워다 부른 것이다. 따라서, 선율형이 경기놀량과 비슷하다.

## 서도앞산타령
서도앞산타령(西道 － 打令)은 서도입창에서 두 번째로 부르는 노래이다. 경기앞산타령에서 옮겨온 것이다. 유절형식으로 되어 있고 세마치 장단으로 쳐 나간다. 선율형은 경기앞산타령과 같다. 따라서, 퍽 씩씩한 맛이 난다.

## 서도뒷산타령
서도뒷산타령(西道 － 打令)은 서도입창 중 세 번째로 부르는 노래이다. 경기뒷산타령에서 옮겨온 것이어서 선율형이 경기입창과 같다. 유절형식으로 되어 있고, 한배는 경기입창에 비하여 배나 빠르다. 일정한 장단은 없지만, 대개 4박자의 바른 타령장단을 친다. 퍽 씩씩한 맛이 난다.

## 경사거리
경사거리는 서도입창의 네거리 중 가장 마지막 거리이다. 자진산타령 또는 경발림이라고도 부른다. 유절형식으로 되어 있고, 경기입창의 도라지타령이 옮겨온 곡인 만큼 선율형도 경기입창과 같다. 또, 뒷산타령도 그 선율형이 비슷하다. 한배가 뒷산타령에 비하여 빨라서 경쾌하다. 일정한 장단은 없다. 음계는 다른 입창과 마찬가지로 완전 4도 위에 장 3도를 쌓아올린 것이고, 음넓이가 높아서 퍽 씩씩한 맛이난다.